# 中國民航301號班機空難

CAAC301班机座位图

CAAC301班機座位圖

中國南方航空301號班機是一班由廣州白雲機場前往香港啟德機場的航班。在1988年8月31日，該航班於降落啟德機場時失事墜海，造成7死14傷。

## 經過
當日早上9時19分，中國南方航空301號班機是一架隸屬中國南方航空的英製HS-121三叉戟式客機（機身編號B-2218），載著78名乘客及11名機員，從鯉魚門方向進場降落於啟德機場31跑道。當時天氣下著大雨且能見度為450米。飛機降落時右邊襟翼擊中跑道進場燈，右邊起落架碰上跑道末防波堤，即時折斷。飛機隨即向右衝出跑道，墜落跑道與觀塘對出海面間的避風塘。機身前方於第三及第四排座位之間的地板上方折斷，駕駛艙插入水中；右邊機翼於撞向進場燈時損毀；機尾部份亦在飛機衝進海中時與跑道防波堤碰撞損壞並著火。機上沒有受傷的乘客慌忙逃出機艙，並協助一些受傷的乘客逃離飛機。

## 事後
這是繼1977年的環子午線航空3751號班機後，香港發生的又一次致命航空事故，也是自中國南方航空1988年7月1日成立以來首次飛行事故。這次事故共造成7死14傷，其中在駕駛艙內所有六名機組人員無一生還。這次事故令只有一條跑道的啟德機場關閉了數小時來拯救死傷者及清理現場，另外亦有約100班航機被迫取消。
後來，工作人員試圖打撈起飛機殘骸，可是第一次並不成功，機尾部份承受不了過大壓力，被驳船的鋼纜割開機身，幾乎折斷。後來到了當地時間18時30分，才可將飛機殘骸成功打撈出水面，並於置在香港輔助警察隊總部對出的空地作調查之用。
空難發生不久，同型號的三叉戟式客機因未能通過香港的噪音管制，於同年被禁止飛入香港領空；中國民航的三叉戟也在1991年全數退役（南方航空的三叉戟则于1990年全数淘汰）。
香港民航處的調查報告，指飛機有以下事項違反國際民航安全守則：
- 三叉戟客機駕駛艙只有五個座位。但艙內卻有六名機員，其中一名機員是正常編制外的受訓電報員，坐在一張沒有固定的摺凳之上
- 駕駛艙內固定座位的安全肩帶，全部被座位套覆蓋，似乎很長時間沒有使用
- 其中一名客艙內的空中服務員，無扣上安全帶，以至在意外中被撞暈
- 機艙內沒有任何救生衣
- 乘客座位全部沒有安全指示卡, 起飛前沒有人作安全簡介
- 降落前服務員沒有檢查乘客有否扣上安全帶

事後，民航廣州管理局改組而來的中國南方航空一度在穗港航線上繼續使用301這一航班號，但目前CZ301這一航班號已改用於廣州飛往雪梨的航班。

## 外部連結
- Final Accident Report(（页面存档备份，存于）) - 民航處 （英文）
- Aviation Safety Network（页面存档备份，存于）